# Джефферсон (округ, Монтана)
Шаблон:StateAbbr_ 46°11′ пн. ш. 112°07′ зх. д. / 46.18° пн. ш. 112.11° зх. д.
Округ Джефферсон (англ. Jefferson County) — округ (графство) у штаті Монтана, США. Ідентифікатор округу 30043.

## Історія
Округ утворений 1865 року.

## Демографія
За даними перепису
2000 року
загальне населення округу становило 10049 осіб, усе сільське.
Серед мешканців округу чоловіків було 5045, а жінок — 5004. В окрузі було 3747 домогосподарств, 2846 родин, які мешкали в 4199 будинках.
Середній розмір родини становив 3,03.
Віковий розподіл населення поданий у таблиці:
| Стать    | До 15 років | 15-21 | 22-29 | 30-39 | 40-49 | 50-65 | 65-85 | Понад 85 |
| -------- | ----------- | ----- | ----- | ----- | ----- | ----- | ----- | -------- |
| Чоловіки | 1117        | 497   | 243   | 636   | 1002  | 1040  | 476   | 34       |
| Жінки    | 1111        | 438   | 256   | 685   | 1066  | 923   | 448   | 77       |

## Суміжні округи
- Льюїс-енд-Кларк — північ
- Бродвотер — схід
- Галлатін — південний схід
- Медісон — південь
- Сілвер-Бау — захід
- Дір-Лодж — захід
- Повелл — північний захід

## Виноски
1. ↑  US Decennial Census. US Census Bureau. Архів оригіналу за 26 квітня 2015. Процитовано 28 листопада 2014.
2. ↑  Historical Census Browser. University of Virginia Library. Архів оригіналу за 11 серпня 2012. Процитовано 28 листопада 2014.
3. ↑  Population of Counties by Decennial Census: 1900 to 1990. US Census Bureau. Архів оригіналу за 22 вересня 2018. Процитовано 28 листопада 2014.
4. ↑  Census 2000 PHC-T-4. Ranking Tables for Counties: 1990 and 2000 (PDF). US Census Bureau. Архів оригіналу (PDF) за 18 грудня 2014. Процитовано 28 листопада 2014.
5. ↑  State & County QuickFacts. US Census Bureau. Архів оригіналу за 6 червня 2011. Процитовано 15 вересня 2013.(англ.) Наведено за англійською вікіпедією.
6. ↑  American FactFinder. Бюро перепису населення США. Архів оригіналу за 21 травня 2008. Процитовано 31 січня 2008.

| США | Це незавершена стаття з географії США. Ви можете допомогти проєкту, виправивши або дописавши її. |